# Bribery Act 2010
Der Bribery Act 2010 (engl. bribery = Bestechung) ist ein Antikorruptionsgesetz des Vereinigten Königreichs. Es wurde im April 2010 verabschiedet und ist am 1. Juli 2011 in Kraft getreten. Eine Besonderheit dieses Gesetzes besteht darin, dass es einen weltweiten Anwendungsbereich hat und sowohl natürliche Personen als auch Unternehmen sanktioniert werden können. Aus diesem Grund werden Vergleiche mit dem Foreign Corrupt Practices Act (FCPA) hergestellt.

## Weltweiter Anwendungsbereich
Ein Täter (natürliche oder juristische Person) kann auch dann zur Verantwortung gezogen werden, wenn er eine Bestechungstat im Ausland begeht und er eine enge Verbindung („close connection“) zum Vereinigten Königreich aufweist. Eine enge Verbindung liegt immer dann vor, wenn der Täter die Staatsbürgerschaft eines der Länder des Vereinigten Königreichs besitzt oder dort seinen gewöhnlichen Aufenthalt hat. Eine juristische Person fällt in den Anwendungsbereich, wenn sie nach dem Recht des Vereinigten Königreichs gegründet wurde.

## Tatbestände

### Verantwortlichkeit für eigenes Handeln
Unter Strafe gestellt sind verschiedenste Bestechungshandlungen. Im Wesentlichen entsprechen diese den deutschen Straftatbeständen der Bestechung (§ 334 StGB) und Bestechlichkeit (§ 332 StGB) sowie Bestechlichkeit und Bestechung im geschäftlichen Verkehr (§ 299 StGB). Eine Besonderheit besteht darin, dass auch sog. „facilitation payments“ erfasst sind.

### Verantwortlichkeit für das Handeln Dritter

#### Verantwortlichkeit der Unternehmensleitung
Wenn ein Unternehmen selbst eine Bestechungstat begangen hat, kann die Führungsebene des Unternehmens ebenfalls verantwortlich gemacht werden, auch wenn sie keine Tätereigenschaft aufweist. Ein „senior officer“ als Person der obersten Führungsschicht des Unternehmens ist für die Bestechungstat immer dann verantwortlich, wenn in die Tatbegehung des Unternehmens eingewilligt wurde oder diese zumindest geduldet war.

#### Verantwortlichkeit des Unternehmens
Ein Unternehmen kann für die Handlungen von Dritten verantwortlich gemacht werden. Es dürfte sich hierbei um eine Form der „vicarious liability“ handeln.
Eine Verantwortlichkeit besteht immer dann, wenn eine Person (natürlich oder juristisch) eine andere Person (natürlich oder juristisch) mit der Absicht besticht durch die Bestechung ein Geschäft abzuschließen oder fortzuführen bzw. einen Vorteil bei der Durchführung des Geschäfts zu erlangen. Weiterhin muss die handelnde Person im Verhältnis zum Unternehmen eine „associated person“ sein, worunter Angestellte aber auch externe Beauftragte oder Tochtergesellschaften fallen können. Bemerkenswert ist hierbei, dass es keine Rolle spielt, ob die Tat im Vereinigten Königreich begangen wurde. Lediglich ein hinreichender Bezug zum Vereinigten Königreich muss gegeben sein. Dies kann beispielsweise bei Exporten ins Vereinigte Königreich oder bei einer dort angesiedelten Tochtergesellschaft der Fall sein.
Beispiel: Ein Unternehmen mit einer Betriebsstätte im Vereinigten Königreich, kann für die Tat eines Mitarbeiters in Südamerika zur Verantwortung gezogen werden.
Für das Unternehmen besteht allerdings eine Verteidigungsmöglichkeit. So wird es nicht zur Verantwortung gezogen, wenn es über „adequate procedures“ (etwa: angemessene Maßnahmen) verfügt, um Korruptionstaten im Unternehmen zu verhindern. Der Lord Chancellor und Secretary of State for Justice, Kenneth Clarke, hat in einem Leitfaden diese Maßnahmen folgendermaßen konkretisiert:

1. Risikobeurteilung
2. Verpflichtung der Mitarbeiter durch das Top-Management zur Korruptionsprävention
3. Beachtung der gebührende Sorgfalt bei Auswahl und Überwachung von Geschäftspartnern
4. Klare, praktische und verfügbare Richtlinien und Vorgehensweisen
5. Effektive Einführung bzw. Umsetzung des Compliance-Programms
6. Überwachung und (externe) Überprüfung des Compliance-Programms

Das so beschriebene Compliance-Programm stellt lediglich eine unverbindliche Empfehlung dar.